# Heteromorficzna przemiana pokoleń
Heteromorficzna przemiana pokoleń – rodzaj przemiany pokoleń, w której kolejne pokolenia, tj. gametofit (1n) i sporofit (2n) różnią się między sobą morfologicznie. Jedno z pokoleń wyraźnie dominuje nad drugim, które jest redukowane do niewielkiego, krótkożyjącego organizmu. Wyróżnia się wobec tego heteromorficzną przemianę pokoleń:
- z dominacją gametofitu – występuje u brunatnic oraz mszaków,
- z dominacją sporofitu – występuje u paprotników oraz roślin nasiennych.